# Rujnica (gljiva)
Rujnica ili obična rujnica (Lactarius deliciosus) vrsta je jestive i vrlo ukusne gljive iz porodice Russulaceae.

## Opis
Klobuk je 5-12 cm širok i manje ili više mesnat. U mladosti je konveksan, a kasnije postaje ulegnut kao lijevak i poprima narančastocrvenu boju. Jasno su vidljivi koncentrični krugovi, koji, kada gljiva ostari, postanu zelene mrlje. Tada se rub uvrne, a klobuk postanje mazav. Listići su gusti, narančaste boje, a kada ih se pritisne, postanu zelenkasti. Stručak je 3-8 cm visok, cilindričnog oblika, a na dnu je malo tanji. Narančaste je boje. Pun je dok je gljiva mlada, ali postane šupalj kada ostari. Meso je vrlo ugodnog mirisa
Spore su eliptičnog oblika, smeđe boje, veličine 7-9x6-7 µm.
Rujnicu je moguće zamijeniti s nekoliko sličnih, ali jestivih vrsta(L.salmoneus,L.sanguifluus,L.semisanguifluus). Također je moguća zamjena s brezovkom (Lactarius torminosus), koja je otrovna, ali koja raste ispod breza i ima dlake na cijelom klobuku,te nema narančasto obojen mliječni sok.
| Dio gljive | Svježa gljiva | Svježa gljiva | Suha tvar    | Suha tvar | Suha tvar | Suha tvar | Suha tvar | Suha tvar          | Suha tvar |
| Dio gljive | Voda          | Suha tvar     | Bjelančevine | Masti     | Manitol   | Šećer     | Vlakna    | Екstraktivne tvari | Pepeo     |
| ---------- | ------------- | ------------- | ------------ | --------- | --------- | --------- | --------- | ------------------ | --------- |
| Stručak    | 90,17         | 9,83          | 34,28        | 5,74      | 13,74     | 0,88      | 31,43     | 6,81               | 7,12      |
| Klobuk     | 89,99         | 10,01         | 38,12        | 7,37      | 12,91     | 1,49      | 27,42     | 4,55               | 8,14      |

## Stanište
Ova gljiva je izvorno rasla u južnim Pirinejima, ali je sada uvezena u druge zemlje. Raste od ljeta do kraja jeseni u zimzelenim šumama, a posebno ispod borova, na vlažnim travnjacima i pored šuma.

## Vanjske poveznice

### Sestrinski projekti
|  | Zajednički poslužitelj ima stranicu o temi Rujnica    |
|  | Zajednički poslužitelj ima još gradiva o temi Rujnica |